# Kamiel Van De Perre
Kamiel Van De Perre, né le 12 février 2004 à Turnhout en Belgique, est un footballeur belge qui joue au poste de milieu de terrain pour l'Union Saint-Gilloise.

## Biographie

### En club

#### Jeunesse et formation
En 2015, Kamiel Van De Perre rejoint l'académie des jeunes du KRC Genk provenant de celle du Lierse SK où il joue pendant quatre saisons, de 7 à 11 ans. Il joue également auparavant pour les jeunes du KFC De Kempen. En juin 2019, il signe son premier contrat avec le KRC Genk. En avril 2021, son contrat est prolongé jusqu'en 2024.

#### KRC Genk
Le 14 août 2022, Van De Perre fait ses débuts dans le football professionnel sous le maillot des Jong Genk, l'équipe réserve de Genk qui joue en Première Division B à partir de la saison 2022/23. Lors de la première journée, il débute le match contre Lierse Kempenzonen remporté 4-1.

#### Union Saint-Gilloise
Le 4 juin 2024, il est annoncé que Kamiel Van De Perre poursuit sa carrière à l'Union Saint-Gilloise, en division 1 belge. Il bénéficie d'un transfert libre et y signe un contrat jusqu'en juin 2028. Au fil de la saison 2024-2025, sous la houlette de son entraineur Sébastien Pocognoli, il acquiert progressivement du temps de jeu et devient souvent titulaire en championnat dont il est l'une des révélations. Il joue aussi plusieurs rencontres en Ligue Europa. Le 25 mai 2025, il entre en jeu en fin de rencontre lors du match pour le titre de champion de Belgique contre La Gantoise.

### En sélections nationales
De 15 à 18 ans, Kamiel Van De Perre est fréquemment appelé dans les équipes d'âge de l'équipe nationale belge. Par la suite, il n'est plus convoqué. Il faut attendre le 12 mars 2025 quand il monte au jeu à la mi-temps en remplacement d'Arthur Vermeeren lors du match en U21 contre Andorre (victoire 4-0).

## Palmarès

### En club
|  |  | Union Saint-Gilloise - Championnat de Belgique (1) : - Champion : 2025. - Finaliste : 2025. |